# Drymaeus expansus
Drymaeus expansus é uma espécie de caracol tropical, um molusco gastrópode pulmonado da família Bulimulidae, nativo de partes da América do Sul. Foi descrito em 1848, tendo Huallaga, no Peru, como localidade tipo. O animal tem uma concha rajada, branca a amarronzada, medindo 40 mm de comprimento e 22 mm de largura com 7 voltas. Tem umbílico aberto e é densamente estriada no sentido do comprimento, possuindo também um perístoma marcadamente expandido em todas as direções.
Análises filogenéticas baseadas em marcadores genéticos posicionam Drymaeus expansus num clado que também inclui as espécies D. branneri e D. pamplonensis. Contudo, diante da grande diversidade do gênero Drymaeus frente à pequena quantidade de espécies analisadas, esses dados são considerados ainda preliminares.

## Taxonomia e nomenclatura
A espécie foi descrita pela primeira vez em 1848 pelo conquiliologista alemão Ludwig Karl Georg Pfeiffer como Bulimus expansus. Pfeiffer mencionou a região Amazônica de Huallaga, no Peru, como a localidade tipo. O epíteto específico expansus tem origem no latim e significa “esticado” ou “estendido”.
De acordo com MolluscaBase, o ramo orientado a moluscos do WoRMS, Drymaeus expansus inclui duas subespécies: Drymaeus expansus expansus, a subespécie nominal, e Drymaeus expansus scitus (H. Adams, 1867).

## Descrição
A concha de Drymaeus expansus tem um formato oval-piramidal, com coloração principal amarronzada a branca, rajada longitudinalmente por manchas amarronzadas mais escuras. Ela alcança um comprimento de 40 mm e um diâmetro de 22 mm com 7 voltas. A volta do corpo é quase equivalente à espira em comprimento. A superfície da concha é densamente estriada longitudinalmente, e ela é também perfurada, ou seja, possui um umbílico aberto. A abertura tem coloração violeta internamente, a columela aparesenta uma dobra interna, e o perístoma é distintamente expandido em todas as direções.

## Filogenia
Estudos genéticos usando marcadores mitocondriais e nucleares, especificamente COI, H3 e ITS2/28S, colocaram Drymaeus expansus dentro de um clado que também inclui Drymaeus pamplonensis e Drymaeus branneri. Este grupo parece estar intimamente relacionado com espécies dos gêneros Mesembrinus e Antidrymaeus. Drymaeus, no entanto, é um gênero altamente diverso, com cerca de 300 espécies, e amostragens mais abrangentes em análises futuras podem levar a diferentes estruturas de árvores filogenéticas. No estado atual, as conexões entre D. expansus e espécies relacionadas permanecem provisórias, e as descobertas atuais são consideradas preliminares.